# Dactylispa sambavae
Dactylispa sambavae is een keversoort uit de familie bladkevers (Chrysomelidae). De wetenschappelijke naam van de soort werd in 1964 gepubliceerd door Uhmann.